# Le robe che ha detto Adriano
Le robe che ha detto Adriano (укр. «Речі, про які говорить Адріано») — музичний альбом італійського співака та кіноактора Адріано Челентано, що вийшов під лейблом «Clan Celentano» 1969 року.

## Опис
Після відсутності успіху в італійському чарті попереднього альбому «Adriano Rock» (1968), Челентано повернувся до колишньої «формули» складання платівок, що застосовувалася в альбомах перших років. Платівка «Le robe che ha detto Adriano» складалася з раніше опублікованих, які увійшли до попередніх альбомів, пісень 1966—1968 років та шести нових пісень 1969 року.
До альбому увійшла одна з найвідоміших та успішних пісень Челентано — «Storia d'amore», яка посіла 1 позицію у чарті Італії 1969 року. Також ще дві пісні альбому потрапили до чарту — «La Storia di Serafino» та «Lirica d'inverno», які посіли 3 і 8 позиції відповідно.
Альбом посів 14 позицію в італійському чарті 1970 року. Добірка пісень альбому представлена жанром поп-музики, у ній проглядалися чотири напрямки, які присутні у подальшій творчості Челентано. Тема любові — пісні «Storia d'amore», «Lirica d'inverno» і «Straordinariamente». Тема Бога — пісні «Chi era lui», «L'uomo nasce nudo» і «La pelle». Тема дбайливого ставлення до природи — пісні «La storia di Serafno», «Il ragazzo della via Gluck», «Una festa sui prati», «Se sapevo non crescevo» і «Un bimbo sul leone». Тема політики — пісні «Napoleone, il cowboy e lo zar» і «Mondo in mi 7a».
У записі альбому взяли участь: гурт «I Ribelli», творцями аранжування були Детто Маріано, Іллер Паттачіні, Нандо Де Лука і Роберто Негрі.
Пісня «La storia di Serafino» стала саундтреком до фільму П'єтро Джермі «Серафіно» (1968), де Челентано зіграв головну роль.
Особливою серед нових пісень альбому стала «La pelle» («Шкіра»), яка написана у зв'язку з народними виступами і демонстраціями в Італії 1968—1969 років. У пісні Челентано піднімав питання бідності і називав шкіру єдиним «одягом» людини, який йому задарма дістався від Бога. Челентано пояснював, що люди по обидва боки барикад однаково відчувають, що відбувається своєю шкірою — таким чином Челентано закликав до ненасильства між ними. Пізніше пісню назвали однією з комуністичних у творчості Челентано.
Спочатку альбом випускався на LP-платівках лише в Італії. З 1987 року випускалося ремастоване перевидання альбому на CD. До CD-перевидання альбому 1995 року додатково, як бонус-трек, увійшла пісня 1970 року «Se sapevo non crescevo» («Якби я знав, то не виріс би»). Всі нові пісні альбому випускалися як сингли в Італії — «Lirica d'inverno», «La storia di Serafino», «Straordinariamente», «Storia d'amore», «L'uomo nasce nudo» і «La pelle».

## Трек-лист
LP
Сторона «A»
| #  | Назва                                                 | Автор слів                       | Автор музики                         | Рік  | Тривалість |
| -- | ----------------------------------------------------- | -------------------------------- | ------------------------------------ | ---- | ---------- |
| 1. | «Lirica d’inverno» (Лірика зими)                      | Лучано Беретта і Мікі Дель Прете | Адріано Челентано                    | 1969 | 03:55      |
| 2. | «Un bimbo sul leone» (Малюк на леві)                  | Лучано Беретта і Мікі Дель Прете | Джино Сантерколе                     | 1968 | 03:36      |
| 3. | «Chi era lui» (Ким Він був)                           | Могол і Мікі Дель Прете          | Паоло Конте                          | 1966 | 02:49      |
| 4. | «La storia di Serafino» (Історія Серафіно)            | Лучано Беретта і Мікі Дель Прете | Адріано Челентано і Карло Рустікеллі | 1969 | 03:54      |
| 5. | «Straordinariamente» (Несподівано)                    | Лучано Беретта                   | Джино Сантерколе                     | 1969 | 03:51      |
| 6. | «Il ragazzo della via Gluck» (Хлопець з вулиці Глюка) | Лучано Беретта і Мікі Дель Прете | Адріано Челентано                    | 1966 | 04:15      |

Сторона «Б»
| #     | Назва                                                    | Автор слів                              | Автор музики                       | Рік  | Тривалість |
| ----- | -------------------------------------------------------- | --------------------------------------- | ---------------------------------- | ---- | ---------- |
| 7.    | «Storia d'amore» (Історія кохання)                       | Лучано Беретта і Мікі Дель Прете        | Адріано Челентано                  | 1969 | 04:55      |
| 8.    | «Napoleone, il cowboy e lo zar» (Наполеон, цар і ковбой) | Лучано Беретта і Мікі Дель Прете        | Дікі Томпсон і Расті Кіфер         | 1968 | 02:48      |
| 9.    | «Una festa sui prati» (Свято на галявині)                | Могол, Лучано Беретта і Мікі Дель Прете | Адріано Челентано                  | 1966 | 03:17      |
| 10.   | «Mondo in mi 7a» (Світ в ноті "мі 7a")                   | Могол, Лучано Беретта і Мікі Дель Прете | Адріано Челентано                  | 1966 | 06:10      |
| 11.   | «L'uomo nasce nudo» (Людина народжується голою)          | Лучано Беретта і Мікі Дель Прете        | Роберто Негрі і Джузеппе Вердекк'я | 1969 | 04:57      |
| 12.   | «La pelle» (Шкіра)                                       | Лучано Беретта і Мікі Дель Прете        | Джино Сантерколе                   | 1969 | 03:10      |
| 47:37 |                                                          |                                         |                                    |      |            |

Бонус-трек до видання на CD
| #     | Назва                                                  | Автор слів                       | Автор музики                     | Рік  | Тривалість |
| ----- | ------------------------------------------------------ | -------------------------------- | -------------------------------- | ---- | ---------- |
| 13.   | «Se sapevo non crescevo» (Якби я знав, то не виріс би) | Лучано Беретта і Мікі Дель Прете | Джино Сантерколе і Нандо Де Лука | 1970 | 03:51      |
| 51:28 |                                                        |                                  |                                  |      |            |

## Творці альбому
Вокал:
- Адріано Челентано

Музиканти:
- I Ribelli (треки: 3, 6, 9, 10)

Керівництво оркестром та створення аранжування:
- Детто Маріано (треки: 3, 6, 9, 10),
- Іллер Паттачіні (трек: 2),
- Нандо Де Лука (треки: 4, 7, 12),
- Роберто Негрі (треки: 1, 11).

## Чарти
Три нові пісні альбому мали найбільший успіх в італійських хіт-парадах 1969—1970 років.
| Пісня                   | Рік     | Позиція |
| ----------------------- | ------- | ------- |
| «La storia di Serafino» | 1969    | 3       |
| «Storia d'amore»        | 1969    | 1       |
| «Lirica d'inverno»      | 1969/70 | 8       |

## Ліцензійні видання
| Назва                                            | Лейбл                             | Маркування           | Країна    | Рік      |
| ------------------------------------------------ | --------------------------------- | -------------------- | --------- | -------- |
| Le Robe Che Ha Detto Adriano (LP, Album)         | Clan Celentano                    | BF LP 502            | Італія    | 1969     |
| Le Robe Che Ha Detto Adriano (LP, Album, RP)     | Clan Celentano                    | BF LP 502            | Італія    | 1972     |
| Le Robe Che Ha Detto Adriano (CD, Album, RE)     | Clan Celentano                    | CDS 6070             | Італія    | 1987     |
| Le Robe Che Ha Detto Adriano (LP, Album, RE)     | Clan Celentano, Clan Celentano    | BF LP 502, CLN 20692 | Італія    | 1987     |
| Le Robe Che Ha Detto Adriano (CD, Album, RE, RP) | Clan Celentano                    | 9031-70206-2         | Італія    | 1991     |
| Le Robe Che Ha Detto Adriano (LP, Album)         | Clan Celentano                    | 9031 70206-1         | Італія    | 1991     |
| Le Robe Che Ha Detto Adriano (CD, Album, RM)     | Clan Celentano                    | 9031-70206-2         | Німеччина | 1993     |
| Le Robe Che Ha Detto Adriano (CD, Album, RE)     | Clan Celentano                    | SP 60812             | Італія    | 1995     |
| Le Robe Che Ha Detto Adriano (CD, Album, RE, RM) | Clan Celentano                    | 3259130004953        | Італія    | 2012     |
| Le Robe Che Ha Detto Adriano (Cass, Album, Edi)  | Clan Celentano                    | 30 CLN 20692         | Італія    | невідомо |
| Le Robe Che Ha Detto Adriano (Cass, Album, RE)   | Clan Celentano, Sony Music Russia | 497149 4             | Росія     | невідомо |